# Gerhild Freese
Gerhild Freese (* 13. August 1941 in Greifswald; † 2022 in Berlin) war eine deutsche Goldschmiedin und Schmuckgestalterin.

## Leben und Werk
Gerhild Freese absolvierte von 1957 bis 1960 eine Lehre als Goldschmiedin und studierte danach bis 1964 bei Renata Ahrens in der Abteilung Schmuck/Metall der Fachschule für angewandte Kunst Heiligendamm. Von 1973 bis 1975 machte sie noch ein Abendstudium an der Kunsthochschule Berlin-Weißensee. Gerhild Freese arbeitete freischaffend in Berlin. Sie gehörte in der DDR zu den bedeutendsten Schmuckkünstlern. Um Ende der 1970er bis Anfang der 1980er Jahre experimentierte sie, wie u. a. auch Harald Otto, ein Zeitlang mit Materialkombinationen aus Beton und Edelmetallen, ehe sie sich wieder den traditionellen Materialien zuwandte.
Gerhild Freese war bis 1990 Mitglied des Verbands Bildender Künstler der DDR und hatte in der DDR und im Ausland eine bedeutende Zahl von Einzelausstellungen und Ausstellungsbeteiligungen, u. a. von 1972 bis 1988 an der VIII. bis X. Kunstausstellung der DDR in Dresden.

## Ehrungen
- 1977 und 1983: Bronzemedaille bzw. Ehrendiplom auf der Internationalen Ausstellung für Glas und Schmuck Jablonec
- 1978: 2. Preis der Quadriennale des Kunsthandwerks sozialistischer Länder in Erfurt

## Werke (Auswahl)
- Brosche (1976; Silber, Bein; 2,98 × 3,5 × 1,35 cm; auf der VIII. Kunstausstellung der DDR; Kunstgewerbemuseum Berlin, Inv.-Nr. 44394)[2]
- Brosche (1976; Silber, Bein; 3,17 × 3,17 × 1,2 cm; auf der VIII. Kunstausstellung der DDR; Kunstgewerbemuseum Berlin, Inv.-Nr. 44395)[3]
- Halsschmuck (1979; Silber, Ziegelstein, Hartgummi; L.: 27,3 cm; Kunstgewerbemuseum Berlin im Schloss Köpenick)

## Personalausstellungen (unvollständig)
- 1978: Rostock, Galerie am Boulevard (mit Christina Renker)
- 1979 und 1981: Greifswald, Greifengalerie
- 1980: Berlin, Studio-Galerie (mit Christina Renker, Rainer Schumann und Heidi Woitinek)
- 1984: Magdeburg, Kleine Galerie
- 1985: Berlin, Galerie im Turm („Neun Berliner Künstler. Metall“)
- 1990: Dresden, Galerie Comenius (Verkaufsausstellung, mit Heidemarie Dreßel, Gabriele Putz, Annerose Schulze, Armgard Stenzel und Monika Winkler)
- 1991: Berlin, Ephraim-Palais (mit Ute Händler, Christina Renker, Hannelore Wedemeyer)
- 1999: Greifswald, Neue Greifengalerie (mit Heidi Sabelus)